# Павел Філіп
Павел Філіп (рум. Pavel Filip; нар. 10 квітня 1966, Пенешешть) — прем'єр-міністр Молдови 20 січня 2016 — 8 червня 2019 року.
2011—2016 був міністром інформаційних технологій і зв'язку Молдови. Віцепрезидент Демократичної партії Молдови.
У червні 2019 року в Республіці Молдова розгорнулася політична криза. 9 червня 2019 року Конституційний суд Республіки Молдова усунув від посади президента Ігоря Додона, призначивши Павла Філіпа виконуючим обов'язки президента.

## Біографія
Народився 10 квітня 1966 року в селі Пенешешть, Страшенський район, Молдавська РСР.
1983 поступив у Кишинівський політехнічний інститут імені Лазо, який закінчив у 1990 році, отримавши диплом інженера-механіка. При цьому в 1984—1986 роках проходив службу в армії. Освіту продовжив в Міжнародному інституті менеджменту (1991—1996).
Кар'єру почав на кишинівській цукерковій фабриці «Букурія». У 1991—1993 роках працював там начальником компресорного відділу; в 1993—1994 роках був директором відділу виробництва. У 1998—2001 роках обіймав посаду головного інженера АТ «Букурія», поєднуючи її з постом заступника гендиректора з проблем виробництва і технології. У 2001—2008 роках  був генеральним директором фабрики.
У 2008—2011 роках був генеральним директором тютюнової фабрики АТ «TUTUN-CTC» (колишній Кишинівський тютюновий комбінат).
У політику прийшов у 2011 році, коли був призначений на посаду міністра інформаційних технологій і зв'язку Молдови в кабінеті Влада Філата. Надалі зберіг посаду в кабінетах Юрія Лянке, Кирила Габуріча та Валерія Стрельця. За його ініціативою розроблена стратегія «Цифрова Молдова-2020».

### Особисте життя
Одружений із Тетяною Філіп. Є двоє дорослих дітей. Крім рідної румунської мови, володіє російською й англійською.

## Нагороди
У грудні 2013 нагороджений медаллю Міжнародного союзу електрозв'язку за внесок в створення в регіоні сучасного інформаційного суспільства.
У грудні 2014 року президентом Молдови Ніколає Тімофті нагороджений національним орденом «Трудова слава».

## Кабінет Філіпа
- Прем'єр-міністр
  - Павел Філіп
- Віцепрем'єр
  - Георгій Брега

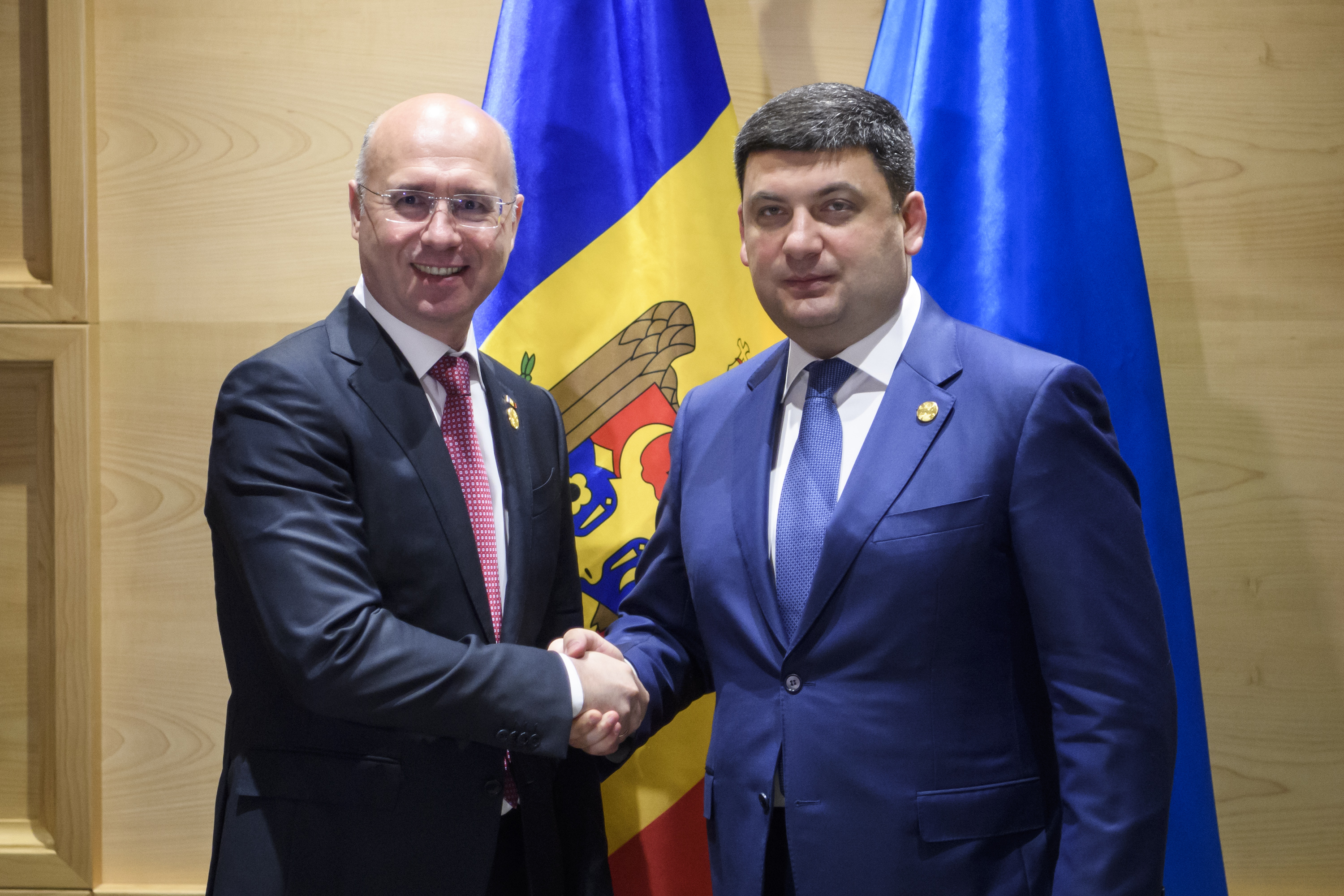
Павлом Філіпом з Прем'єр-міністр України Володимир Гройсман

- Перший віце-прем'єр, міністр закордонних справ і європейської інтеграції
  - Андрій Ґалбур
- Віцепрем'єр, міністр економіки
  - Октавіан Калмик
- Віцепрем'єр з реінтеграції
  - Георгій Балан
- Міністр внутрішніх справ
  - Олександр Жіздан
- Міністр юстиції
  - Володимир Чеботар
- Міністр праці, соціального захисту і сім'ї
  - Стелла Ґриґораш
- Міністр сільського господарства
  - Едуард Грама
- Міністр інформаційних технологій і комунікацій
  - Василь Ботнар
- Міністр молоді та спорту
  - Віктор Зубку
- Міністр оборони
  - Анатолій Шалар
- Міністр транспорту і дорожньої інфраструктури
  - Юрій Кірінчук
- Міністр навколишнього середовища
  - Валерій Мунтяну
- Міністр освіти
  - Коріна Фусу
- Міністр охорони здоров'я
  - Руксанди Ґлаван
- Міністр фінансів
  - Октавіан Армашу
- Міністр регіонального розвитку та будівництва
  - Василь Битків
- Міністр культури
  - Моніка Бабук
- Президент академії наук Республіки Молдова
  - Георгій Дука
- Глава АТО Гагаузія (Башкан Гагауз Ері)
  - Ірина Влах